# Indosiar
Indosiar ist ein indonesischer Fernsehsender.
Indosiar gehört zur Surya-Citra-Media-Gruppe. Er wurde am 11. Januar 1995 gegründet. Indosiar sendet ein Vollprogramm und ist über analoge und terrestrische Antenne sowie über Kabel und Satellit empfangbar.